# Galamia
Galamia este o arie protejată (arie specială de conservare — SAC, sit de importanță comunitară — SCI) din Slovacia întinsă pe o suprafață de 18,18 ha, integral pe uscat.

## Localizare
Centrul sitului Galamia este situat la coordonatele 48°04′12″N 19°07′21″E / 48.069914°N 19.122387°E.

## Înființare
Situl Galamia a fost declarat sit de importanță comunitară în septembrie 2017 pentru a proteja 1 specie de animale. Situl a fost protejat și ca arie specială de conservare în octombrie 2017.

## Biodiversitate
Situată în ecoregiunea panonică, aria protejată conține 1 habitat natural: Pajiști aluvionare inundabile, de Cnidion dubii.
La baza desemnării sitului se află o specie protejată de  nevertebrate: Coenagrion ornatum.